# Santaniemi (udde i Finland)
Santaniemi är en udde i Finland. Den är en del av ön Kuutsalo och ligger i Kotka och landskapet Kymmenedalen, i den södra delen av landet, 120 km öster om huvudstaden Helsingfors.
Terrängen inåt land är mycket platt.